# Ipogalattia
L'ipogalattia è una scarsa secrezione di latte dalla mammella della donna. Può essere sviluppata dalla nascita o a causa di cattiva alimentazione o malattie. La causa principale è la scarsa produzione di prolattina o da un difetto di trasmissione del riflesso di suzione a livello cerebrale.